# 2018年冬季残疾人奥林匹克运动会匈牙利代表团
2018年冬季残疾人奥林匹克运动会匈牙利代表团是匈牙利派出的2018年冬季残疾人奥林匹克运动会代表团。未获得奖牌。